# HD123585
HD123585 — хімічно пекулярна зоря спектрального класу F7, що має видиму зоряну величину в смузі V приблизно  9,3.
Вона  розташована на відстані близько 372,8 світлових років від Сонця.